# Étienne de Bourbon
Pour les articles homonymes, voir Bourbon.
Stephanus de Borbone ou Étienne de Bourbon (1180 - 1261) est un inquisiteur dominicain du XIIIe siècle. Il est l'auteur du plus important recueil d'exemples pour prédicateurs, dits exempla, de ce siècle, le Tractatus de diversis materiis predicabilibus.

## Biographie
Étienne de Bourbon est né à Belleville, près de Lyon, à la fin du XIIe siècle. Il se joint aux dominicains à Paris, de 1217 à 1223.
D'environ 1223 à 1250, il est prédicateur général, donc libre de ses déplacements, parcourant ainsi la région lyonnaise (faisant alors partie du Saint-Empire romain germanique), la Bourgogne, la Lorraine, le Forez, le Massif central, le diocèse de Valence, le Roussillon, la Savoie.
Étienne de Bourbon devient l'un des premiers inquisiteurs. Il rédige un catalogue des « erreurs » de foi. Cette liste est réutilisée par d'autres inquisiteurs, comme Bernard Gui, au XIVe siècle, dans son Manuel de l'Inquisiteur.
C'est vers 1250 qu'il entreprend de rédiger le Tractatus de diversis materiis predicabilibus. Il contient plus de 3000 récits, d'origines variées. Le manuscrit original est perdu. L'un des principaux manuscrits (XIIIe siècle) issus de l'original, actuellement conservé à la Bibliothèque nationale de France, se trouvait dans la bibliothèque de la Sorbonne, enchaîné afin de prévenir le vol.
Étienne de Bourbon est mort vers 1261.

## Œuvre
- Stephani de Borbone, Tractatus de diversis materiis predicabilibus. Prologus - Liber primus. De dono timoris, éd. Jacques Berlioz et Jean-Luc Eichenlaub (Corpus Christianorum. Continuatio Mediaevalis, 124), Turnhout, Brepols publishers, 2002  (ISBN 978-2-503-04241-1)
- Stephani de Borbone, Tractatus de diversis materiis predicabilibus. Liber secundus. De dono pietatis, éd. Jacques Berlioz (Corpus Christianorum. Continuatio Mediaevalis, 124A), Turnhout, Brepols publishers, 2015  (ISBN 978-2-503-55258-3)
- Stephani de Borbone, Tractatus de diversis materiis predicabilibus. Liber tertius. De eis que pertinent ad donum scientie et penitentiam, éd. Jacques Berlioz (Corpus Christianorum. Continuatio Mediaevalis, 124B), Turnhout, Brepols publishers, 2006  (ISBN 978-2-503-04245-9)
- Étienne de Bourbon, Anecdotes historiques, légendes et apologues tirés du recueil inédit d’Étienne de Bourbon dominicain du XIIIe siècle, édition de Albert Lecoy de la Marche, Paris, Henri Loones, 1877 lire sur Gallica

## Dans la fiction
- Le Moine et la Sorcière, film de Suzanne Schiffman